# Production Baobab
Production Baobab (株式会社ぷろだくしょんバオバブ?, Kabushiki-gaisha Purodakushon Baobabu) è una società giapponese che rappresenta numerosi doppiatori nipponici. È stata fondata il 1º agosto 1979 ed ha la sua sede a Shinjuku, Tokyo.

## Doppiatori rappresentati

### Uomini
- Masaki Aizawa
- Hideto Ebihara
- Takayuki Fujimoto
- Yuzuru Fujimoto
- Hitoshi Hamano
- Ryūzō Hasuike
- Takashi Hikida
- Satoshi Hino
- Tadashi Hirose
- Takanori Hoshino
- Hiroaki Ishikawa
- Hiroya Ishimaru
- Takuo Kawamura
- Masafumi Kimura
- Fumio Matsuoka
- Takahiro Mizushima
- Hiroshi Naka
- Makoto Naruse
- Ikuo Nishikawa
- Kenichi Ogata
- Kazuki Ogawa
- Jirō Saitō
- Takayuki Sakazume
- Keiichirō Satomi
- Shigeru Shibuya
- Hiroshi Shirokuma
- Ken Shiroyama
- Yoshinori Sonobe
- Jun'ichi Sugawara
- Noriaki Sugiyama
- Shinnosuke Tachibana
- Takashi Taguchi
- Keiichi Takahashi
- Kōsei Tomita
- Katsumi Toriumi
- Sōmei Uchida
- Eiji Yanagisawa
- Hiroyuma Yokō

### Donne
- Sayaka Aoki
- Junko Asami (Junko Machida)
- Hideko Eguchi
- Mioko Fujiwara
- Yūko Gotō
- Hitomi Harada
- Shion Hirota
- Yukari Honma
- Junko Hori
- Chizuko Hoshino
- Miyuki Ichijō
- Teiyū Ichiryūsai
- Hisako Kanemoto
- Tomoko Kawakami
- Yūmi Kikuchi
- Madoka Kimura
- Misa Kobayashi
- Sanae Kobayashi
- Satomi Kōrogi
- Megumi Kubota
- Nami Kurokawa
- Chihiro Kusaka
- Yukie Maeda
- Mari Mashiba
- Yuki Matsuoka
- Ako Mayama
- Junko Midori
- Atsuko Mine
- Tomoko Miura
- Eri Miyajima
- Hiroko Hirata
- Emi Motoi
- Sayuri Nakano
- Megumi Nasu
- Fumi Oda
- Noriko Ohara
- Ai Orikasa
- Junko Sakuma
- Airi Sakuno
- Ayana Sasagawa
- Aki Sasamori
- Yūko Sanpei
- Kei Shindō
- Akiko Takeguchi
- Roko Takizawa
- Akane Tomonaga
- Kikumi Umeda
- Akiko Yajima
- Aya Yamakawa
- Miho Yushida
- Saori Yumiba

## Doppiatori rappresentati in passato

### Uomini
- Kinryū Arimoto (in seguito con Heiya Kikaku)
- Eisuke Asakura (in seguito con Arts Vision)
- Chō (Yūichi Nagashima) (in seguito con the Tokyo Actor's Consumer's Cooperative Society)
- Takashi Demura (in seguito con Media Office)
- Tōru Furusawa (in seguito con Kenyū Office)
- Nobuyuki Furuta (in seguito con Kenyū Office)
- Jun Hazumi (in seguito con Arts Vision)
- Katsuhisa Hōki (in seguito con Kenyū Office)
- Kenyū Horiuchi (in seguito direttore della Kenyū Office)
- Kazuhiko Inoue (in seguito con B-Box)
- Ryūzō Ishino (in seguito con 81 Produce)
- Kaneta Kimotsuki (in seguito con Winner Entertainment, director of 21st Century FOX)
- Naoki Kinoshita (in seguito con Kenyū Office)
- Takurō Kitagawa (in seguito con Sigma Seven)
- Ichirōta Koizumi
- Takehito Koyasu (in seguito direttore della Diizufakutorii)
- Junro Maruyama (in seguito con Arts Vision)
- Yasunori Matsumoto (in seguito con Sigma Seven)
- Mugihito (Makoto Terada) (in seguito con Media Office)
- Shūsei Nakamura
- Masayuki Nakata (in seguito con Vive)
- Ken Narita (in seguito con Aksent)
- Hideki Ogihara (in seguito con Diizufakutorii)
- Takayuki Okada (in seguito con Kenyū Office)
- Kōsuke Okano (now a freelance voice actor)
- Kenichi Ono (in seguito con Rimakkusu)
- Shinya Ōtaki (now a freelance voice actor)
- Takao Ōyama (in seguito con Bijuaru Space)
- Mitsuo Senda (in seguito con 81 Produce)
- Yutaka Shimaka (in seguito con Production★A Collection)
- Katsumi Suzuki (in seguito con Arts Vision)
- Seiichi Suzuki (deceduto)
- Nobuyuki Tanaka
- Kazuya Tatekabe (in seguito direttore della Kenyū Office)
- Yūichi Tauchi
- Kei Tomiyama (deceduto)
- Ken Yamaguchi (in seguito direttore della OYS Produce)
- Takumi Yamazaki (in seguito con T.S.P.)
- Jun Fukuyama (in seguito con AXLONE)

### Donne
- Runa Akiyama (in seguito con 81 Produce)
- Shizuka Arai (in seguito con Feathered)
- Mayumi Asano (in seguito con Office Osawa)
- Sachiko Chijimatsu (in seguito con Arts Vision)
- Rei Igarashi (in seguito con Office Osawa)
- Sayuri Ikemoto (in seguito con Kenyū Office)
- Kazue Ikura (Kazu Ikura) (in seguito con Aoni Production)
- Emiko Itō
- Rie Iwatsubo (pensionata)
- Mai Kadowaki (in seguito con Kaleidoscope)
- Shōko Kanoki
- Eriko Kawasaki (in seguito con Sigma Seven)
- Chie Kōjiro (in seguito con 81 Produce)
- Naoko Matsui
- Yoshiko Sakakibara (in seguito freelance)
- Yūko Satō (in seguito con Aksent)
- Chie Sawaguchi (in seguito con Across Entertainment)
- Mari Shimizu
- Akemi Shinohara (in seguito con Arts Vision)
- Miki Takahashi (in seguito con SplashDream)
- Kumiko Takizawa (in seguito con 81 Produce)
- Miki Tsuchiya (in seguito con Aswan Entertainment)
- Aki Unone (in seguito con Arts Vision)
- Yūko Mizutani (deceduta)